# Советск (малый ракетный корабль)
«Советск» — российский многоцелевой малый ракетно-артиллерийский корабль (МРК) 3-го ранга с управляемым ракетным вооружением проекта 22800 «Каракурт», второй корабль проекта и первый серийный, в составе Балтийского флота ВМФ России.

## История строительства
Первоначальное название малого ракетного корабля проекта 22800 «Советск» — «Тайфун» — продолжало историю одноимённых кораблей российского и советского флота. Корабль заложен 24 декабря 2015 года под заводским номером 252 вместе с МРК «Мытищи» на ОАО «Ленинградском судостроительном заводе „Пелла“» в присутствии заместителя Министра обороны Российской Федерации Юрия Борисова. Строится с учётом политики импортозамещения, в частности двигатель для «Советска» произведён на петербургском заводе «Звезда».
Торжественно спущен на воду в преддверии дня Военно-морского флота 24 ноября 2017 года в присутствии заместителя Министра обороны Российской Федерации Юрия Борисова. Достраивался на плаву. Передача флоту ожидалась в конце 2018 года. В 2019 году проходит заводские ходовые испытания, первый этап которых завершён в конце мая 2019 года. Военно-морской флаг поднят 12 октября 2019 года.

## Особенности конструкции
«Мытищи» и «Советск», первые два представителя проекта 22800, не несут специализированного противовоздушного вооружения, вместо которого предполагается использовать две АУ АК-630М. Начиная с третьего корабля, вместо последних на МРК будет устанавливаться зенитный ракетно-пушечный комплекс «Панцирь-МЕ».
На корабле используется энергетическая установка на базе 3 дизельных двигателей М-507Д-1 и 3 дизель-генераторов ДГАС-315 производства ПАО «Звезда».

## Служба
Приказом Главнокомандующего ВМФ России «Советск» включён в боевой состав Балтийского флота и будет нести службу в соединении ракетных кораблей и катеров Балтийской ВМБ.
В августе 2021 года корабль выполнил успешную стрельбу крылатой ракетой комплекса морского базирования «Калибр» из акватории Белого моря по береговой цели на полигоне Чижа.